# Txurrumurru

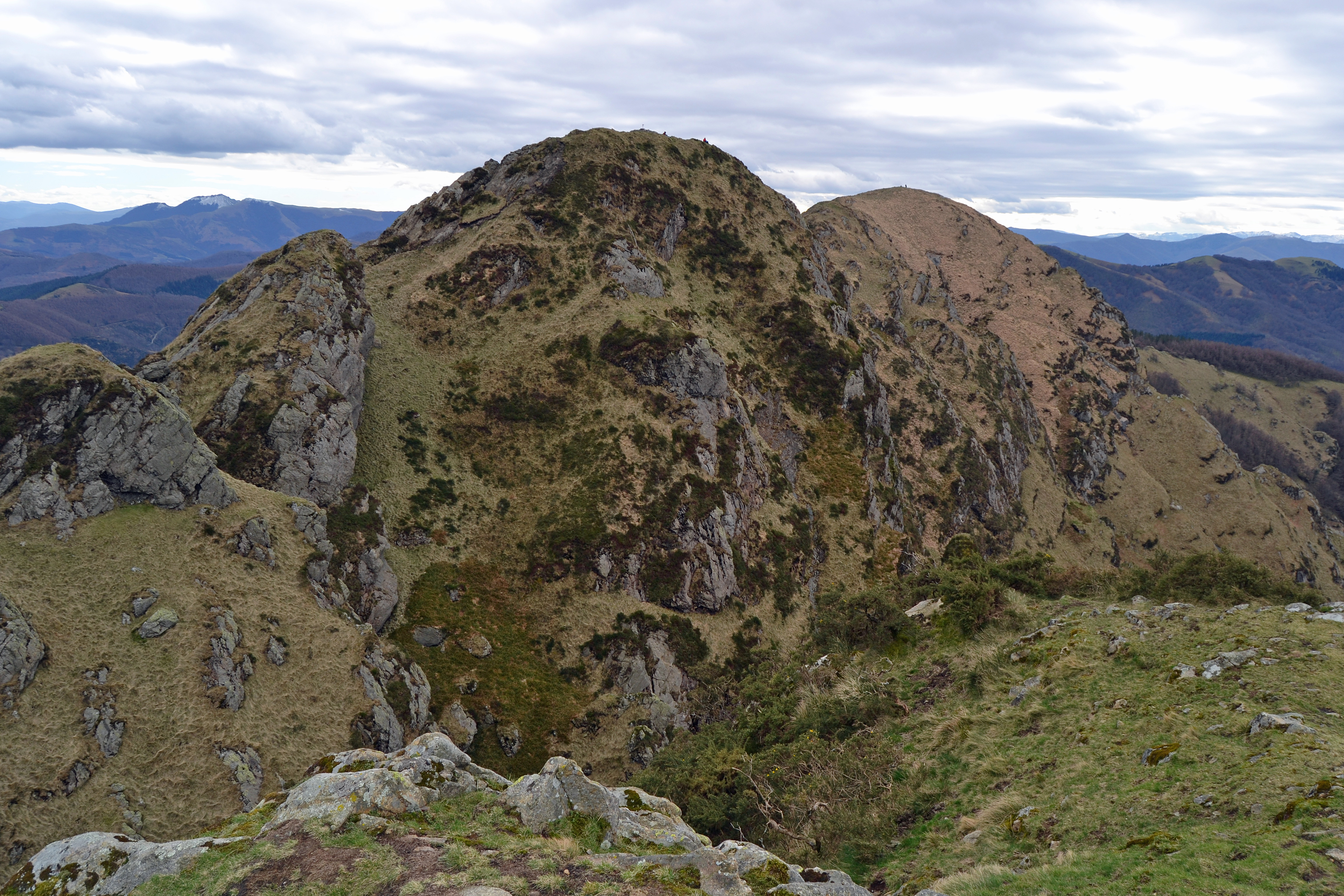
Vista del Txurrumurru y el Erroilbide.

Txurrumurru es una montaña enclavada en el Parque natural de las Peñas de Aya en la provincia de Guipúzcoa (País Vasco, España).
Se trata de un batolito granítico que culmina en  tres cumbres alcanzando una altitud de 821 m s. n. m.
El nombre Txurrumurru provendría del manantial que brota en el paraje de Zulú Muru, el Agujero u Hoya de Muru.
Debido a la presencia de especies protegidas, la escalada ha sido restringida.